# 史蒂夫·赖特
史蒂夫·亚历山大·赖特（Steven Alexander Wright，1955年12月6日—）是一位美国脱口秀喜剧演员、作家和电影制片人。 
他曾获得奧斯卡最佳實景短片獎 並兩次獲得黄金时段艾美奖提名。 他還在百年酒館中飾演一名配角。